# Punta del Agua
Punta del Agua är en ort i Mexiko.   Den ligger i kommunen Buenavista och delstaten Michoacán de Ocampo, i den södra delen av landet, 400 km väster om huvudstaden Mexico City. Punta del Agua ligger 275 meter över havet och antalet invånare är 917.
Terrängen runt Punta del Agua är platt västerut, men österut är den kuperad. Runt Punta del Agua är det ganska glesbefolkat, med 34 invånare per kvadratkilometer. Närmaste större samhälle är Felipe Carrillo Puerto, 8,7 km nordväst om Punta del Agua. Omgivningarna runt Punta del Agua är en mosaik av jordbruksmark och naturlig växtlighet.